# Брёдрих, Сильвио
Сильвио Брёдрих (псевдоним: Эккехард Остманн, также писался Брёдрих-Курмален) (9 марта 1870, Митава — 2 мая 1952, Ойтин, Шлезвиг-Гольштейн) — германо-балтийский и немецкий общественный деятель, специалист по поселенческой политике, публицист.

## Биография
Родился в семье курляндского помещика Карла Брёдриха и его жены Эмилии Бём. 13 мая 1870 г. был крещён в митавской лютеранской церкви св. Иоанна.
В 1889—1892 гг. изучал теологию в Дерпте. После этого стал управляющим (позже владельцем) отцовского поместья Курмален (Kuhrmahlen) в Гольдингенском уезде.
В годы первой русской революции 1905—1907 гг. скупал окрестные земли для создания на них немецких сельскохозяйственных колоний. Для этих целей привлекались, в том числе, волынские немцы. Наибольшей колонизации, по мнению Брёдриха, должна была подвергнуться его родная Курляндия. Главной его целью было укрепление германского элемента в Прибалтике.

### Идеи
В годы Первой мировой войны Брёдрих выступил автором ряда статей и брошюр, в которых отстаивал свои взгляды. Согласно им, Германия могла заключить мир с европейскими странами, но не с Россией. Россию, стремившуюся подорвать доминирование немцев в Прибалтике и захватить часть территории Германии, следовало отрезать от Балтийского моря, а его сделать внутренним немецким озером. Присоединение Прибалтики (в том числе Литвы) к Германии, как считал Брёдрих, не только гарантировало бы обеспечение Германии землёй и продовольствием, но и стало бы её цивилизаторским долгом по отношению к Европе. Предполагался также обмен населением с Россией.
Планы Брёдриха вызвали интерес и одобрение в Германии, а его работы, которые неоднократно переиздавались в 1915—1918 гг., стали образцом для последующих памфлетов. Брёдрих принял участие в деятельности «Общества по продвижению внутренней колонизации», сотрудничал со своим ровесником и земляком Паулем Рорбахом, с которым был знаком ещё со студенческих времен в Дерпте (Рорбах впоследствии написал некролог Брёдриха).

### В эмиграции
Переехав в Германию, участвовал в разработке поселенческого закона.
В 1923—1926 годах консультировал правительство Литвы в ходе аграрной реформы. В 1927—1933 годах — руководитель Имперского управления по консультации поселенцев, затем «Обществом поселения Север».
В мае 1945 году бежал из Бранденбурга, где у него было имение, в Шлезвиг, где в 1947 году, после разрешения англичанами деятельности Общества по продвижению внутренней колонизации, основал и возглавил «Восточно-голштинское поселенческое общество».
9 марта 1950 года в газете «Ди Цайт» вышла юбилейная статья, посвященная 80-летию Брёдриха.
Автор мемуаров «В борьбе за немецкое жизненное пространство» (1943—1944).

## Память
Присутствует под своим именем в романе Николая Брешко-Брешковского «Ремесло сатаны».

## Сочинения
- Das neue Ostland. Berlin: Ostlandverl., 1915.
- Die Deutschbalten im Weltkrieg. Berlin: Sittenfeld, 1915.
- An den Verein für die Deutschen im Ausland! [s.l.], 1915.
- Kolonisationsmöglichkeiten im Ostseegebiete Rußlands und in Litauen // Archiv f. Innere Kolonisation, 1915. S. 276—284.
- Russlands Fremdvöker, seine Stärke und Schwäche. München: Lehmann, 1915.
- Juden in Kurland // Süddeutsche Monatshefte (Februar 1916). S. 736—741.
- Schnelle Besiedlung in Kurland — vor und nach dem Kriege // Deutsche Bauern in Russland. Schriften zur Förderung der inneren Kolonisation. Hft. 22. Berlin, 1916. S. 1-9.
- Schnelle Besiedlung unserer neuen Ostmarken. Berlin: Deutsche Landbuchhandlung, 1916.
- Gründung der deutschen Bauerngemeinden Kurmahlen-Planetzen in Kurland, Kreis Goldingen // Archiv f. Innere Kolonisation, Bd. 8, 1916. S. 73-84.
- Der Friede mit Russland. Berlin: Sittenfeld, 1917.
- (mit E. Meyer) Amerika, Rußland und wir. Der Eintritt Amerikas in den Weltkrieg. [s.l.], 1917.
- Kurland. Stuttgart: Greiner & Pfeiffer, 1919.
- Die Ukraine und die Krim // Die wirtschaftliche Zukunft des Ostens. Leipzig: Koehler, 1920. S. 113—129.
- Die Agrarreform in Litauen // Die agrarischen Umwalzungen im ausserrussischen Osteuropa. Berlin-Leipzig, 1930. S. 132—133.
- Schafft Siedlung Arbeit und Brot? Berlin: Deutsche Landbuchhandlung, 1932.
- Umsiedlung der wolhyniendeutschen Bauern in Kurland von 1907—1913 // Ruf des Ostens (1940).
- Siedlung und Bodenreform als Aufgabe des Bundes: Schleswig-Holsteins Beitr. z. Frage d. ländlichen Siedlung. Hamburg: Agricola-Verl., 1950 (как автор предисловия).